# Emmaretta
Emmaretta är en låt av Deep Purple från 1969 som först släpptes som singel på b-sidan till Wring That Neck, men en remix plus originalversionen släpptes även senare på den remastrade versionen av albumet Deep Purple.